# Insula Montréal

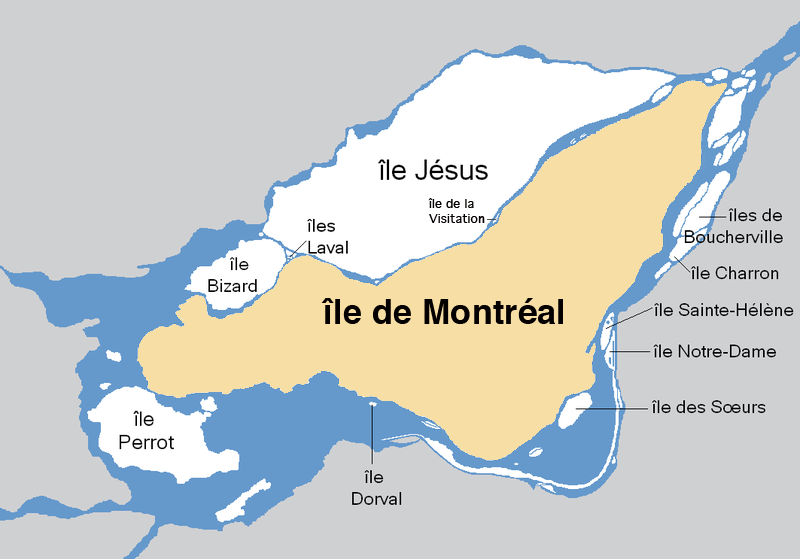
Île de Montréal

Insula Montréal (în franceză Île de Montréal) este o insulă situată în cursul fluviului Sf. Laurențiu (în franceză Fleuve Saint-Laurent). Pe această insulă se găsește orașul Montréal.